# Бархан
Барха́ны — разновидность дюн. По форме (вид сверху) напоминают подкову или серп. В поперечном разрезе имеют длинный и пологий наветренный склон и короткий крутой подветренный.
В научную литературу слово ввёл А. А. Миддендорф в 1881 году.

## Описание
Наветренный склон бархана — длинный и пологий, его угол наклона 5—14°. Подветренный — короткий и крутой с углом наклона 30—33°, переходящий в направленные по ветру постепенно понижающиеся рога. Разделяет склоны по разные стороны острый, чётко выраженный гребень. Высота барханов варьирует от 1 до 470 метров.
В зависимости от режима ветров скопления барханов принимают различные формы. Например, встречаются барханные гряды, вытянутые вдоль господствующих ветров или их равнодействующей; барханные цепи, поперечные взаимно противоположным ветрам; барханные пирамиды в местах конвекции вихревых потоков и так далее.
Не будучи закреплёнными, барханы под действием ветров могут менять форму и перемещаться со скоростью от нескольких сантиметров до сотен метров в год, засыпая дороги, поля, пастбища, небольшие населённые пункты. Для борьбы с этим явлением используется закрепление песков.

## Высочайшие барханы
Высота лежащих на горизонтальном основании барханов от самой низкорасположенной точки подножия до вершины:
- бархан в восточной части (песчаной) пустыни Деште-Лут (Иран) — 407 м (30°33′33″ с. ш. 59°32′20″ в. д.HGЯO)
- бархан в пустыне Гоби (пески Алашань) — 405 м (39°53′09″ с. ш. 102°26′52″ в. д.HGЯO)
- бархан Сары-Кум в Дагестанском заповеднике в 20 км от Махачкалы (Россия) — 262 м (43°00′25″ с. ш. 47°13′41″ в. д.HGЯO)

## Другие примечательные барханы
- Дюна 7 в пустыне Намиб — одна из высочайших дюн в мире.
- Поющий бархан в Казахстане.